# Salvador Valdés Mesa
Salvador Valdés Mesa (ur. 13 kwietnia 1945) – kubański polityk i działacz komunistyczny, członek biura politycznego Komunistycznej Partii Kuby, minister pracy i ubezpieczeń społecznych (1995–1999), wiceprzewodniczący Rady Państwa (2013–2018), pierwszy wiceprzewodniczący Rady Państwa (2018–2019), od 2019 wiceprezydent Kuby.

## Życiorys
Pochodzi z rolniczej rodziny. W młodym wieku zaangażował się w działalność partii komunistycznej. Był m.in. lokalnym działaczem, sekretarzem regionalnym partii, aż został członkiem jej Biura Politycznego. Działał również ramach związku zawodowego pracowników rolnych. Od 1993 roku jest deputowanym do Zgromadzenia Narodowego Władzy Ludowej, najpierw reprezentując Santa Cruz del Sur, a potem Güines.
W latach 1995–1999 pełnił funkcję ministra pracy i ubezpieczeń społecznych. W latach 2006–2013 był liderem Kubańskiej Centrali Robotniczej. W 2013 został wybrany wiceprzewodniczącym Rady Państwa, w 2018 jej przewodniczący Miguel Díaz-Canel zawnioskował o jego wybór na pierwszego wiceprzewodniczącego.
W 2019 roku Zgromadzenie Narodowe Władzy Ludowej wybrało go na przywrócone w nowej konstytucji stanowisko wiceprezydenta Kuby. W 2023 roku uzyskał reelekcję.